# NGC 6467
إن جي سي 6467 (بالألمانية: NGC 6467) التي يرمز لها بالرمز NGC 6467، هي مجرة، في كوكبة الجاثي.

## الاكتشاف
اكتشفت في 2 يونيو 1864، بواسطة ألبرت مارث.

## روابط خارجية
- NGC 6467 على موقع ويكي سكاي: DSS2, SDSS, GALEX, IRAS, Hydrogen α, X-Ray, Astrophoto, Sky Map, Articles and images